# خسوس گارسیا لئوس
خسوس گارسیا لئوس (اسپانیایی: Jesús García Leoz‎؛ ۱۰ ژانویهٔ ۱۹۰۴ – ۲۵ فوریهٔ ۱۹۵۳) یک موسیقی‌دان و آهنگساز اهل اسپانیا بود.
او از شاگردان محبوب خواکین تورینا و یکی از اعضای جنبش ادبی-هنری «نسل ۲۷» بود.
از فیلم‌ها یا مجموعه‌های تلویزیونی که وی در آن‌ها نقش داشته‌است، می‌توان به خوش آمدید آقای مارشال!، سرگیجه، روز به روز، آسمان سیاه، فورتوناتو و گاوآهن اشاره نمود.